# Open source governance
L'Open source governance è un pensiero politico che sostiene l'applicazione della filosofia dell'open source e dell'open content alla democrazia permettendo una partecipazione attiva di tutti i cittadini alla creazione delle leggi, come in una wiki. La legislazione è in questo modo democraticamente aperta a tutta la cittadinanza, permettendo a tutti di accedere nel modo più trasparente possibile al processo di costruzione delle decisioni della politica pubblica, che beneficierebbe dell'intelligenza collettiva di tutta la cittadinanza.
Le teorie su come organizzare tale tipo di governo sono molto varie e più o meno sperimentate, tuttavia, numerosi progetti molto diversi fra loro collaborano fra loro nel progetto Metagovernment.

## Applicazioni dei principi dell'open source
Nella pratica, numerose applicazioni di questo tipo di governance sono state sviluppate nei paesi sviluppati:
- l'uso di meccanismi di open government fra cui quelli per l'impiego e la partecipazione pubblica alle decisioni, attraverso software come IdeaScale, Google Moderator, Semantic MediaWiki, dai governi - specialmente nel Regno Unito e negli Stati Uniti, specialmente grazie alla spinta di Barack Obama
- forum di politica pubblica, puntualmente wikis, dove le questioni politiche e le argomentazioni vengono dibattute, sia con la presenza di partiti politici sia senza, prendendo in genere tre forme distinte:
  - Piattaforme di consultazione interne ad un partito politico, in cui attraverso un forum il partito attraverso gli interventi dei suoi sostenitori definisce una linea politica, a volte veri e propri think tank. Esistono varianti apartitiche di questi think tank divenute comuni in Canada, come The Globe and Mail / Dominion Institute policywiki[collegamento interrotto].
  - Forme di Citizen journalism che documenta l'attività di vari think tank e di tutti coloro che hanno ruoli fondamentali nel dirigere l'opinione pubblica, come SourceWatch.
  - Meccanismi di Open party in cui il partito è guidato totalmente da un forum di politica pubblica, che non ha funzione consultiva - nessuna di queste forme di partito hanno mai raggiunto alcuna rappresentanza in alcun sistema parlamentare nel mondo.
- Meccanismi ibridi che cercano di fornire contemporaneamente meccanismi di giornalismo partecipativo, sviluppo di indirizzi politici e trasparenza su un'organizzazione politica. Dkosopedia è l'esempio più noto.

Alcuni modelli sono significativamente più sofisticati di una semplice wiki, incorporando tag semantiche, strutture di controllo per mediare le dispute, anche se questo in molti casi rischia di dare troppo peso ai moderatori all'interno del sistema, fallendo nella creazione di un sistema partecipativo.

### Siti di argomento generale
- Libre Culture: Meditations on Free Culture. Berry, D. M & Moss, G. (2008). Canada: Pygmalion Books. PDF
- Programming a direct-democracy, a 2007 article on Efficasync. A Method of Open-Source Self-Governance
- Us Now - A film project about the power of mass collaboration, government and the Internet.
- Open Source Democracy by Douglas Rushkoff, 2004
- What's Wrong With Politics and Can Technology Do Anything To Fix It? by Mitchell Kapor, October 7, 2004
- Berry, D M.& Moss, Giles (2006). Free and Open-Source Software: Opening and Democratising e-Government's Black Box. Information Polity Volume 11. (1). pp. 21–34

### Progetti di open source governance
- Metagovernment — An umbrella group of numerous open source governance projects; now using the term collaborative governance
  - Related projects — An extensive list of projects around the world, most of which are building platforms of open source governance.
- Aktivdemokrati (Swedish) — Direct democratic party, running for the parliament of Sweden.
- DemocracyLab — A Portland Oregon based nonprofit organization seeking to connect the values people hold to their positions on issues and the policies they advocate. Currently partnering with the Oregon 150 Project Archiviato il 20 settembre 2018 in Internet Archive. to help high school students create a collaborative vision for Oregon's future.
- Open Politics, Spanish Open Politics
- Votorola — Software for building consensus and reaching decisions on local, national and global levels.
- White House 2 - Crowdsources the U.S. agenda, "imagining how the White House might work if it was run completely democratically by thousands of people on the internet."
- Wikicracy, developing a Mediawiki-based platform respecting most of Open politics criteria

### Iniziative governative
- Future Melbourne Archiviato il 14 marzo 2020 in Internet Archive. — A wiki-based collaborative environment for developing Melbourne's 10 year plan, which, during public consultation periods, enables the public to edit the plan with the same editing rights as city personnel and councilors.
- New Zealand Police Act Review — A wiki used to solicit public commentary during the public consultation period of the acts review.